# Violent Revolution
Violent Revolution — десятый студийный альбом немецкой трэш-метал-группы Kreator, записанный на лейбле SPV GmbH и выпущенный в сентябре 2001 года. Пластинка стала первой для Сами Или-Сирнио в качестве нового гитариста группы.

## Об альбоме
Violent Revolution сейчас считается одним из катализаторов движения возрождения трэш-метала в начале 2000-х годов.
В 2005 году альбом занял 436-е место в списке журнала Rock Hard «500 величайших рок- и метал-альбомов всех времён».

## Список композиций
| №                   | Название                           | Длительность |
| ------------------- | ---------------------------------- | ------------ |
| 1.                  | «Reconquering the Throne»          | 4:13         |
| 2.                  | «The Patriarch»                    | 0:52         |
| 3.                  | «Violent Revolution»               | 4:55         |
| 4.                  | «All of the Same Blood (Unity)»    | 6:12         |
| 5.                  | «Servant in Heaven - King in Hell» | 5:10         |
| 6.                  | «Second Awakening»                 | 4:48         |
| 7.                  | «Ghetto War»                       | 5:05         |
| 8.                  | «Replicas of Life»                 | 7:34         |
| 9.                  | «Slave Machinery»                  | 3:58         |
| 10.                 | «Bitter Sweet Revenge»             | 5:25         |
| 11.                 | «Mind on Fire»                     | 3:57         |
| 12.                 | «System Decay»                     | 4:33         |
| Общая длительность: | Общая длительность:                | 63:35        |

Ограниченное издание содержит демо-версию песни «Violent Revolution» в качестве бонус-трека.

## Участники записи
- Милле Петроцца — гитара, вокал
- Сами Или-Сирнио — гитара
- Кристиан Гиcлер — бас-гитара
- Юрген Райль — ударные

## Позиции в хит-парадах
| Чарт (2001)        | Место |
| ------------------ | ----- |
| German Album Chart | 38    |